# Ga Danggogae
Ga Buramsan (Tiếng Hàn: 불암역, Hanja: 佛巖山驛) là ga trên Tuyến 4 của mạng lưới Tàu điện ngầm Seoul. Nó là là một ga trên cao nằm ở Sanggye-dong, Nowon-gu, Seoul.

## Bố cục ga
| Byeollae Byeolgaram ↑ |
| \| N/B                |
| ↓ Sanggye             |

| Hướng Bắc | ● Tuyến 4 | ← Hướng đi Jinjeop |
| Hướng Nam | ● Tuyến 4 | → Hướng đi Oido →  |

Các chuyến tàu của Tổng công ty Đường sắt Hàn Quốc và các chuyến tàu của Tổng công ty Vận tải Seoul khởi hành từ Oido/Ansan chỉ đến ga này. Từ ga tiếp theo, Ga Byeolnae Byeolgaram, chỉ có các chuyến tàu của Tổng công ty Vận tải Seoul khởi hành từ Sadang.